# Invasions hongareses d'Europa
Les invasions hongareses d'Europa (hongarès: kalandozások, alemany: Ungarneinfälle) van tenir lloc durant els segles IX i x en un període de transició de la història d'Europa durant la baixa edat mitjana, quan el territori del que era l'Imperi Carolingi es trobava amenaçat per la invasió de múltiples forces hostils: els magiars (hongaresos) des de l'est, els vikings des del nord i els àrabs des del sud.
Els magiars conqueriren amb èxit la conca dels Carpats (corresponent al que més tard formaria el Regne d'Hongria) a finals del segle IX, i llançaren una sèrie d'incursions saquejadores tant cap a l'est (Regne Franc) com cap al sud (Imperi Romà d'Orient). Les ràtzies cap a l'oest només s'aconseguiren aturar amb la derrota hongaresa a la batalla de Lechfeld (955), la qual conduí a un nou ordre polític a Europa occidental centrada en el Sacre Imperi Romanogermànic. Les incursions cap als territoris romans d'Orient continuaren al llarg del segle x fins que els magiars foren cristianitzats i s'establí el Regne cristià d'Hongria el 1000 o 1001.